# Mons Dilip
Il Mons Dilip è una struttura geologica della superficie della Luna.